# Southwark (borgo di Londra)
Southwark è un borgo londinese nella parte sud della città, e fa parte della Londra interna. Southwark si affaccia sul Tamigi, il fiume interno alla città, dal lato opposto rispetto alla City, e accoglie dentro di sé elementi importanti di Londra quali il Globe theatre (il teatro di Shakespeare) e la Tate Modern gallery.

## Storia
L’etimologia del località tradisce evidentemente la sua origine, come varco meridionale (South-Wark) della città di Londra, ai tempi in cui l’unico ponte sul Tamigi era il London Bridge. L’importanza che ne derivò le permise di ottenere il titolo di borgo (Borough) fin dal Medioevo, avendo un’amministrazione comunale con un sindaco.
Il borgo attuale venne costituito nel 1965 dall'area del Borgo metropolitano di Southwark, del Borgo metropolitano di Camberwell e del Borgo metropolitano di Bermondsey.

## Quartieri
- Bankside
- Bermondsey
- Camberwell
- Crystal Palace a est di Gipsy Hill e a ovest della Crystal Palace Parade e Sydenham Hill
- Dulwich
- Dulwich Wood
- East Dulwich
- Elephant and Castle
- Herne Hill est della Herne Hill railway station
- Newington
- Nunhead
- Peckham
- Rotherhithe
- Southwark
- Surrey Quays
- Walworth
- West Dulwich est di South Croxted Road

## Monumenti
- Cattedrale di Southwark, chiesa madre della diocesi anglicana di Southwark, eretta nel XIII secolo in stile gotico inglese.
- Cattedrale di San Giorgio, chiesa madre della diocesi cattolica di Southwark.

## Amministrazione
Il municipio è in Peckham Road.

### Gemellaggi
- Langenhagen
- Clichy